# Puhutv
 (juillet 2020).
puhutv est une entreprise turque de vidéo à la demande créée en décembre 2016 à Istanbul. Elle appartient à la société Doğuş Media Group et offre une grande variété de séries turques. Puhutv devient une société de production de contenu en 2017, en lançant sa première série, Fi.
Tout le contenu proposé est gratuit et soutenu par la publicité, il n'existe pas de version payante et il n'est pas obligatoire de s'inscrire pour regarder le contenu.

## Histoire
Doğuş Group lance en 2007 un service similaire nommé Sipru. Sipru TV est dissout quelques années plus tard mais l'application Sipru RD proposant une sélection de radios à l'écoute est toujours opérationnelle.
En 2019, Discovery partage ses contenus avec puhutv.

## Liste de contenus originaux
- Fi / Çi (2017–2018)[5]
- Dip (2018)
- Şahsiyet (2018)

## Concurrence
Après le lancement du site web, des services similaires suivent. Doğan Yayın Holding (tr) ouvre netd (en) environ un mois après,. De même, Apple iTunes Store ouvre pour la Turquie le 4 décembre 2012, uniquement pour la musique et les films.